# Hůrská (Praha)
Hůrská je ulice v Kyjích a v Hloubětíně na Praze 14, která spojuje ulici Slévačskou
a Vajgarskou. Protíná ji ulice Metujská. K Hloubětínu patří severní strana úseku mezi Slévačskou a Metujskou. Ulice vede od Slévačské přibližně severovýchodním směrem.

## Historie a názvy
Do roku 1968, kdy byly Kyje připojeny k Praze, se nazývala U Skalky, a to pravděpodobně kvůli své poloze. Poté byla nazvána podle rybníka Hůrky, který se nachází poblíž Domanína jižně od Třeboně v jižních Čechách. Jeho zajímavostí je zalesněný ostrov. Vedle například Rochovské, Oborské, Krylovecké nebo Kardašovské patří do velké skupiny ulic na východě Hloubětína a v sousedních Kyjích, jejichž názvy připomínají vodstvo (rybníky). V roce 1975 byla ulice v souvislosti s výstavbou sídliště Lehovec prodloužena o západní úsek.

## Zástavba
Zástavbu tvoří především jednopatrové rodinné domy a vily se zahradami. Pouze v západním hloubětínském úseku je větší bytový dům. Ten byl na počátku 21. století[kdy?] přestavěn z původního domu služeb se samoobsluhou, restaurací, zdravotním střediskem, kulturní místností a komunálními službami, který byl postaven primárně pro obyvatele sídliště Lehovec a částečně stojí netypicky nad vozovkou ulice Slévačská.

## Budovy a instituce
- Hrádeček penzion a restaurace, Hůrská 189/14[3]
- Hotel Diana u Kuchařů, Slévačská 496/48[4]
- Restaurant Sochi, Vajgarská 329/1.[5] Restaurace nabízí gruzínskou a ruskou kuchyni a taneční večery za doprovodu hudebníka hrajícího ruské a kavkazské národní skladby.